# Toverlantaarn

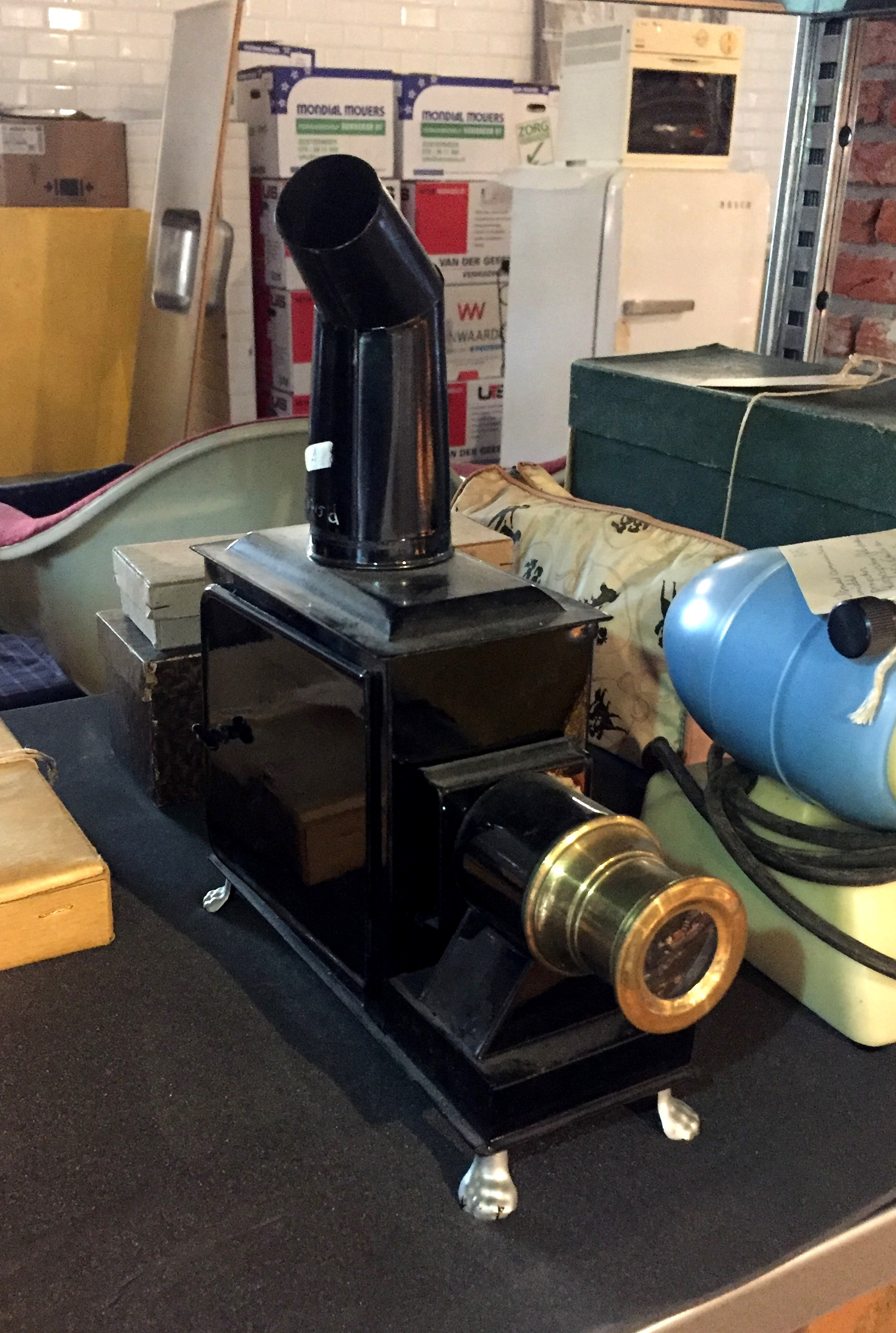
Toverlantaarn

Een toverlantaarn (vertaling van Laterna Magica) is een apparaat waarmee doorzichtige afbeeldingen geprojecteerd kunnen worden. Het is dus in feite de voorloper van de diaprojector.

## Geschiedenis

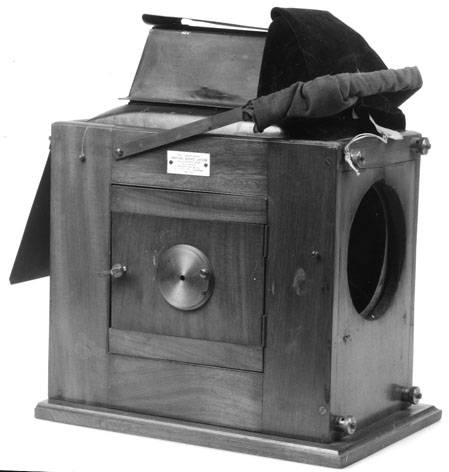
een toverlantaarn van Newton& Co, Bijzondere Collecties, Universiteitsbibliotheek Leiden.

De toverlantaarn is waarschijnlijk uitgevonden door Christiaan Huygens rond 1654, hoewel ook wel beweerd wordt dat Leonardo da Vinci anderhalve eeuw eerder experimenteerde met een soort lanterna magica. De toverlantaarn werkte in die tijden met handgeschilderde afbeeldingen. 
Aanvankelijk werd de toverlantaarn voornamelijk gebruikt in aristocratische kringen. Rondreizende "lantaarnisten" gaven voorstellingen aan huis, waarbij het succes afhing van hun vertelkunst en voordracht. In de 18e eeuw ontstonden meer mogelijkheden met deze lantaarns. Zo kon men gebruikmaken van effecten als substituties en, door onder het lantaarnstatief wieltjes te monteren, van plotselinge verschijningen en verdwijningen.
In de 19e eeuw werd de fotografie uitgevonden, en de toverlantaarn werd gebruikt om de eerste foto's te tonen aan een groter publiek. Het magische element raakte naar de achtergrond, en de naam "optische lantaarn" vond ingang. De voorstellingen kregen steeds meer een educatief karakter, en in de 20e eeuw vond het apparaat ook toepassing in het onderwijs. Totdat de diaprojector de toverlantaarn verdrong.

## Werking

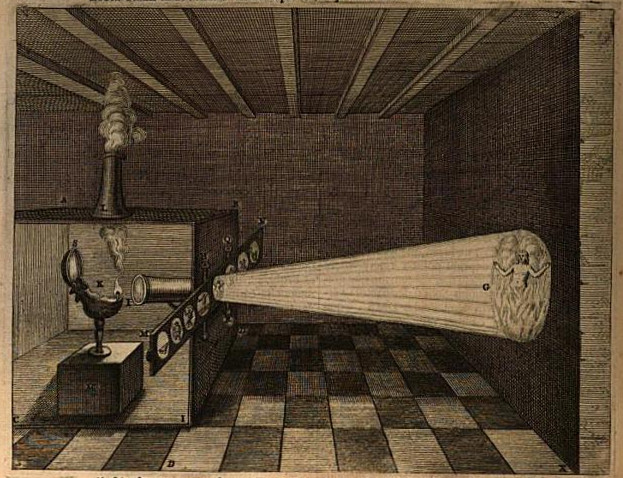
Optische projectie

Een toverlantaarn bestaat uit verschillende onderdelen. Op de achterwand bevindt zich een holle spiegel, die als condensor fungeerde. Aan de voorkant zit een lens als objectief waarachter glasplaatjes kunnen worden geschoven. Tussen de holle spiegel en het glasplaatje bevindt zich een lichtbron. Een afbeelding die met transparante verf op het glasplaatje is aangebracht, wordt geprojecteerd op een zich voor de toverlantaarn bevindend scherm. De lichtbron was aanvankelijk een kaarsvlam of een olielampje, later een gasvlam, en nog later een gloeilamp.
Hoewel het mogelijk is om niet-doorzichtige afbeeldingen te gebruiken, werd en wordt in vrijwel alle gevallen een afbeelding gebruikt op een doorzichtig glasplaatje. Deze glasplaatjes moeten erg nauwgezet gefabriceerd worden. Kleine foutjes worden namelijk fors uitvergroot tijdens de projectie. Sommige plaatjes bevatten bewegende onderdelen, zodat bijvoorbeeld een schommelend schip kon worden geprojecteerd.

## Thema's

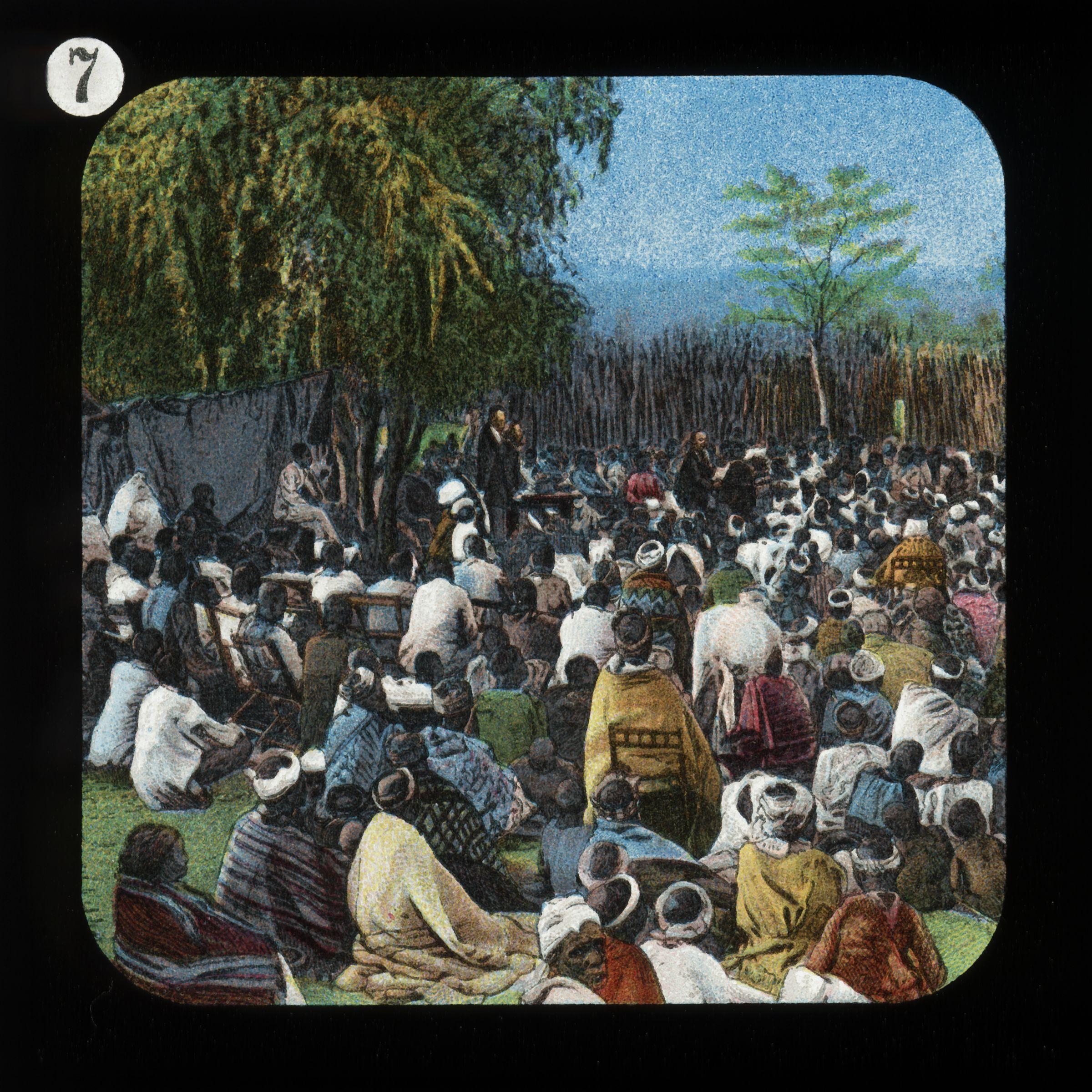
Een Bechuana-gemeente uit een serie van 40 toverlantaarnplaten die het Londens Zendingsgenootschap rond 1900 produceerde over de zendingsinspanningen en waarnemingen van Livingstone.

De afbeeldingen op de glasplaatjes vormden meestal illustraties van een sprookje of zedenschets. Zo hadden ze ook iets weg van een stripverhaal. Een doorontwikkeling op de toverlantaarn is de fantasmagorie.